# Mike Torres
Michael Torres Cuevas (nacido el 21 de noviembre de 1994 en España), es un jugador de baloncesto español con nacionalidad dominicana de 1,88 metros de altura que juega en la posición de base, que actualmente milita en el Club Baloncesto Lucentum Alicante de la Primera FEB española. Es hermano del también baloncestista Kevin Torres.

## Carrera deportiva
Es un jugador hispano-dominicano que ha defendido los colores del Club Básquet Castedefells de Liga EBA (2014-2015) y del Club Baloncesto Villarobledo de Liga EBA (2015-2016).
En la temporada 2016-17 defiende los colores del C.D.E Albacete Basket que compitió en la Liga LEB Plata, donde jugó como base y escolta, promediando 10 puntos, 4 rebotes, 2 asistencias y una recuperación, para una valoración de 10 puntos, lo que le llevaría a estar en la lista de deseados de muchos clubes.
En agosto de 2018, Mike Torres se convierte en nuevo jugador del Leyma Coruña para vivir su primera experiencia en LEB Oro en el club coruñés.
En julio de 2018 se confirma su fichaje por el Club Baloncesto Ciudad de Valladolid para jugar en la Leb Oro, en el que jugaría durante dos temporadas.
En julio de 2020 se confirma su fichaje por el Real Betis Baloncesto para jugar en la Liga Endesa.
El 30 de julio de 2021, firma por los Indios de San Francisco de Macorís de la Liga Nacional de Baloncesto de República Dominicana, cedido por el Real Betis Baloncesto.
El 10 de septiembre de 2021, firma por el Belfius Mons-Hainaut de la Pro Basketball League, cedido por el Real Betis Baloncesto.
El 15 de octubre de 2021, firma por los Capitanes de Ciudad de México de la NBA G League, cedido por el Real Betis Baloncesto. En la NBA G League disputó 14 partidos, promediando 22 minutos, 5,2 puntos y 3 asistencias.
El 12 de enero de 2022, firma por el Real Betis Baloncesto de la Liga Endesa.
El 25 de julio de 2022, firma por el Real Valladolid Baloncesto de la Liga LEB Oro.
El 24 de julio de 2025, firma por el Club Baloncesto Lucentum Alicante de la Primera FEB.